# Municipio de Panzós
Municipio de Panzós är en kommun i Guatemala.   Den ligger i departementet Departamento de Alta Verapaz, i den centrala delen av landet, 120 km nordost om huvudstaden Guatemala City.